# Vlaamse Rode Lijst (sprinkhanen en krekels)
De huidige Vlaamse Rode Lijst (sprinkhanen en krekels) is gepubliceerd in 2000. Zij bevat van de uit Vlaanderen bekende rechtvleugeligen (Orthoptera) hoe het met het voorkomen is gesteld. De lijst werd door het Instituut voor Natuur- en Bosonderzoek (INBO) gevalideerd en door de minister vastgesteld in 2011.
Opgenomen soorten:
- Blauwvleugelsprinkhaan (Oedipoda caerulescens) - Kwetsbaar
- Boomsprinkhaan (Meconema thalassinum) - Momenteel[(sinds) wanneer?] niet bedreigd
- Bosdoorntje (Tetrix bipunctata) - Uitgestorven in Vlaanderen
- Boskrekel (Nemobius sylvestris) - Zeldzaam
- Bramensprinkhaan (Pholidoptera griseoaptera) - Momenteel[(sinds) wanneer?] niet bedreigd
- Bruine sprinkhaan (Chorthippus brunneus) - Momenteel[(sinds) wanneer?] niet bedreigd
- Duinsabelsprinkhaan (Platycleis albopunctata) - Bedreigd
- Europese treksprinkhaan (Locusta migratoria) - Uitgestorven in Vlaanderen
- Gewoon doorntje (Tetrix undulata) - Momenteel[(sinds) wanneer?] niet bedreigd
- Gewoon spitskopje (Conocephalus dorsalis) - Momenteel[(sinds) wanneer?] niet bedreigd
- Gouden sprinkhaan (Chrysochraon dispar) - Zeldzaam
- Greppelsprinkhaan (Metrioptera roeselii) - Kwetsbaar
- Grote groene sabelsprinkhaan (Tettigonia viridissima) - Momenteel[(sinds) wanneer?] niet bedreigd
- Heidesabelsprinkhaan (Metrioptera brachyptera) - Zeldzaam
- Huiskrekel (Acheta domesticus) - Onvoldoende gekend
- Kalkdoorntje (Tetrix tenuicornis) - Bedreigd
- Klappersprinkhaan (Psophus stridulus) - Uitgestorven in Vlaanderen
- Kleine wrattenbijter (Gampsocleis glabra) - Uitgestorven in Vlaanderen
- Knopsprietje (Myrmeleotettix maculatus) - Momenteel[(sinds) wanneer?] niet bedreigd
- Krasser (Chorthippus parallelus) - Momenteel[(sinds) wanneer?] niet bedreigd
- Kustsprinkhaan (Chorthippus albomarginatus) - Zeldzaam
- Moerassprinkhaan (Stethophyma grossum) - Kwetsbaar
- Zwart wekkertje (Omocestus rufipes) - Zeldzaam
- Ratelaar (Chorthippus biguttulus) - Momenteel[(sinds) wanneer?] niet bedreigd
- Rosse sprinkhaan (Gomphocerripus rufus) - Met uitsterven bedreigd
- Schavertje (Stenobothrus stigmaticus) - Bedreigd
- Sikkelsprinkhaan (Phaneroptera falcata) - Momenteel[(sinds) wanneer?] niet bedreigd
- Snortikker (Chorthippus mollis) - Kwetsbaar
- Struiksprinkhaan (Leptophyes punctatissima) - Zeldzaam
- Veenmol (Gryllotalpa gryllotalpa) - Bedreigd
- Veldkrekel (Gryllus campestris) - Zeldzaam
- Wekkertje (Omocestus viridulus) - Kwetsbaar
- Wrattenbijter (Decticus verrucivorus) - Uitgestorven in Vlaanderen
- Zadelsprinkhaan (Ephippiger ephippiger) - Zeldzaam
- Zanddoorntje (Tetrix ceperoi) - Kwetsbaar
- Zeggendoorntje (Tetrix subulata) - Momenteel[(sinds) wanneer?] niet bedreigd
- Zoemertje (Stenobothrus lineatus) - Met uitsterven bedreigd
- Zompsprinkhaan (Chorthippus montanus) - Kwetsbaar
- Zuidelijk spitskopje (Conocephalus discolor) - Momenteel[(sinds) wanneer?] niet bedreigd